# Джошуа Брілланте
Джошуа Брілланте (англ. Joshua Brillante, нар. 25 березня 1993, Бандаберг) — австралійський футболіст, півзахисник клубу «Вестерн Сідней Вондерерз».

## Клубна кар'єра
Народився 25 березня 1993 року в місті Бандаберг. Розпочинав займатись футболом у рідному місті, після чого переїхав до Брисбена, отримавши стипендію в Спортивній академії Квінсленду. 2009 року приєднався до молодіжної команди новоствореного клубу А-Ліги А «Голд Коуст Юнайтед». З молодіжною командою Брілланте виграв чемпіонат Національної молодіжної ліги в 2010 і 2011 роках.
1 грудня 2010 року в матчі проти «Норт Квінсленд Ф'юрі» дебютував за першу команду в А-лізі, в якій провів півтора сезону, взявши участь у 14 матчах чемпіонату. 2012 року команда була розформована і Джошуа перейшов у «Ньюкасл Юнайтед Джетс». 20 жовтня у поєдинку проти «Сентрал-Кост Марінерса» Брілланте дебютував за новий клуб. Загалом провів у команді 2 сезони.
Своєю грою за останню команду привернув увагу представників тренерського штабу італійського клубу «Фіорентина», до складу якого приєднався 15 липня 2014 року за 1 млн євро. 30 серпня у матчі проти «Роми» він дебютував у Серії А, але вже на 35 хвилині його замінив на Йосипа Іличича тренер Вінченцо Монтелла, після того як австралієць зробив результативну помилку, яка призвела до гола Раджі Наїнгголана. В результаті гравець до кінця року ще лише один раз зіграв за «фіалок», тому на початку 2015 року для набуття ігрової практики Брілланте перейшов до «Емполі» на правах оренди. 8 лютого в матчі проти «Чезени» зіграв свій єдиний матч за нову команду, тому влітку того ж року Джошуа знову було віддано в оренду, його новим клубом став «Комо», що грав в італійській Серії B, де австралієць зіграв 21 матч.
Влітку 2016 року Бріллант повернувся на батьківщину, підписавши трирічний контракт із «Сіднеєм». У команді він провів три сезони і став дворазовим чемпіоном Австралії, а також володарем Кубка Австралії.
У сезоні 2019/20 виступав за «Мельбурн Сіті», після чого знову відправився за кордон і приєднався до грецького клубу «Ксанті», який очолював його співвітчизник Тоні Попович. Провівши там один рік, вони разом повернулись на батьківщину, де Брілланте продовжив грати під керівництвом Поповича у «Мельбурн Вікторі». Після 50 ігор чемпіонату за клуб і незважаючи на рік, що залишився до кінця контракту, Брілланте взаємно розірвав контракт з клубом.
Невдовзі після цього, 9 липня 2023 року, він підписав 2-річний контракт із «Вестерн Сідней Вондерерз». Станом на 20 квітня 2024 року відіграв за команду із Сіднея 17 матчів у національному чемпіонаті.

## Виступи за збірні
2012 року у складі юнацької збірної Австралії до 19 років брав участь у юнацькому кубку Азії, дійшовши з командою до півфіналу. Цей результат дозволив Брілланте зіграти на молодіжному чемпіонаті світу 2013 року в Туреччині, де зіграв три матчі, забивши гол у грі проти Сальвадору (1:2), але австралійці не вийшли з групи.
Протягом 2014–2016 років залучався до складу збірної Австралії до 23 років, з якою брав участь у молодіжному чемпіонаті Азії, який проходив у Катарі.
28 липня 2013 року дебютував в офіційних іграх у складі національної збірної Австралії в матчі чемпіонату Східної Азії проти збірної Китаю (3:4).

## Статистика виступів

### Статистика клубних виступів
| Сезон                             | Клуб                              | Чемпіонат                         | Чемпіонат | Чемпіонат | Національний кубок | Національний кубок | Національний кубок | Континентальні кубки | Континентальні кубки | Континентальні кубки | Інші змагання | Інші змагання | Інші змагання | Усього | Усього |
| Сезон                             | Клуб                              | Ліга                              | Ігор      | Голів     | Ліга               | Ігор               | Голів              | Ліга                 | Ігор                 | Голів                | Ліга          | Ігор          | Голів         | Ігор   | Голів  |
| --------------------------------- | --------------------------------- | --------------------------------- | --------- | --------- | ------------------ | ------------------ | ------------------ | -------------------- | -------------------- | -------------------- | ------------- | ------------- | ------------- | ------ | ------ |
| 2010–11                           | «Голд-Кост Юнайтед»               | A                                 | 2         | 0         | -                  | -                  | -                  | -                    | -                    | -                    | -             | -             | -             | 2      | 0      |
| 2011–12                           | «Голд-Кост Юнайтед»               | A                                 | 12        | 0         | -                  | -                  | -                  | -                    | -                    | -                    | -             | -             | -             | 12     | 0      |
| Усього за «Голд-Кост Юнайтед»     | Усього за «Голд-Кост Юнайтед»     | Усього за «Голд-Кост Юнайтед»     | 14        | 0         |                    | -                  | -                  |                      | -                    | -                    |               | -             | -             | 14     | 0      |
| 2012–13                           | «Ньюкасл Юнайтед Джетс»           | A                                 | 22        | 0         | -                  | -                  | -                  | -                    | -                    | -                    | -             | -             | -             | 22     | 0      |
| 2013–14                           | «Ньюкасл Юнайтед Джетс»           | A                                 | 24        | 0         | -                  | -                  | -                  | -                    | -                    | -                    | -             | -             | -             | 24     | 0      |
| Усього за «Ньюкасл Юнайтед Джетс» | Усього за «Ньюкасл Юнайтед Джетс» | Усього за «Ньюкасл Юнайтед Джетс» | 46        | 0         |                    | -                  | -                  |                      | -                    | -                    |               | -             | -             | 46     | 0      |
| 2014-січ. 2015                    | «Фіорентина»                      | A                                 | 2         | 0         | КІ                 | 0                  | 0                  | ЛЄ                   | -                    | -                    | -             | -             | -             | 2      | 0      |
| січ.-черв. 2015                   | «Емполі»                          | A                                 | 1         | 0         | КІ                 | -                  | -                  | -                    | -                    | -                    | -             | -             | -             | 1      | 0      |
| 2015–16                           | «Комо»                            | B                                 | 21        | 0         | КІ                 | -                  | -                  | -                    | -                    | -                    | -             | -             | -             | 21     | 0      |
| 2016–17                           | «Сідней»                          | A                                 | 24+2      | 1+1       | КА                 | 4                  | 0                  | -                    | -                    | -                    | -             | -             | -             | 30     | 2      |
| 2017–18                           | «Сідней»                          | A                                 | 25+1      | 1         | КА                 | 5                  | 0                  | ЛЧ                   | 6                    | 0                    | -             | -             | -             | 37     | 1      |
| 2018–19                           | «Сідней»                          | A                                 | 25+2      | 0         | КА                 | 5                  | 0                  | ЛЧ                   | 4                    | 0                    | -             | -             | -             | 36     | 0      |
| Усього за «Сідней»                | Усього за «Сідней»                | Усього за «Сідней»                | 74+5      | 2+1       |                    | 14                 | 0                  |                      | 10                   | 0                    |               | -             | -             | 103    | 3      |
| 2019–20                           | «Мельбурн Сіті»                   | A                                 | 26+2      | 1         | КА                 | 5                  | 0                  | -                    | -                    | -                    | -             | -             | -             | 33     | 1      |
| 2020–21                           | «Шкода Ксанті»                    | СЛ2                               | 15+3      | 1         | КН                 | 0                  | 0                  | -                    | -                    | -                    | -             | -             | -             | 18     | 1      |
| 2021–22                           | «Мельбурн Вікторі»                | A                                 | 24+2      | 2         | КА                 | 3                  | 2                  | ЛЧ                   | 1                    | 0                    | -             | -             | -             | 30     | 4      |
| 2022–23                           | «Мельбурн Вікторі»                | A                                 | 22        | 3         | КА                 | 1                  | 0                  | -                    | -                    | -                    | -             | -             | -             | 23     | 3      |
| Усього за «Мельбурн Вікторі»      | Усього за «Мельбурн Вікторі»      | Усього за «Мельбурн Вікторі»      | 46+2      | 5         |                    | 4                  | 2                  |                      | 1                    | 0                    |               | -             | -             | 53     | 7      |
| Усього за кар'єру                 | Усього за кар'єру                 | Усього за кар'єру                 | 257       | 10        |                    | 23                 | 2                  |                      | 11                   | 0                    |               | -             | -             | 291    | 12     |

### Статистика виступів за збірну
| Дата       | Місто    | Господарі         | Результат | Гості     | Турнір               | Голи | Примітки |
| ---------- | -------- | ----------------- | --------- | --------- | -------------------- | ---- | -------- |
| 28-7-2013  | Сеул     | Австралія         | 3 – 4     | КНР       | Coppa Asia orientale | -    |          |
| 4-9-2014   | Льєж     | Бельгія           | 2 – 0     | Австралія | товариський матч     | -    |          |
| 8-9-2014   | Лондон   | Саудівська Аравія | 2 – 3     | Австралія | товариський матч     | -    |          |
| 10-10-2014 | Абу-Дабі | ОАЕ               | 0 – 0     | Австралія | товариський матч     | -    |          |
| 14-10-2014 | Доха     | Катар             | 1 – 0     | Австралія | товариський матч     | -    |          |
| Усього     |          | Матчів            | 5         |           | Голів                | 0    |          |

## Титули і досягнення
- Чемпіон Австралії (2):

«Сідней»: 2016/17, 2018/19
- Володар Кубка Австралії (1):

«Сідней»: 2017